# Samhörighetsprincipen
Samhörighetsprincipen är inom språkvetenskapen ett begrepp som språkvårdare brukar åberopa i frågor som rör ords förmodat korrekta stavning. Enligt denna princip räknas det som logiskt att ord som hör samman etymologiskt också stavas på sinsemellan liknande sätt.

## Samhörighetsprincipen i svenska
Det inkonsekventa sättet att stava till exempel rikssvenskans sje-ljud, (IPA: /ɧ/) brukar motiveras med samhörighetsprincipen. Stavningen hos skjuta liknar den hos de besläktade orden sköt och skott, medan stjäla liknar stavningen hos stal och stöld. På samma sätt är det med j-ljudet, som stavas med g i gick och ge, eftersom de hör samman med gång respektive gåva. Det är av detta skäl som ingen på senare tid har tagit något allvarligt initiativ till att reformera den svenska stavningen, eftersom många menar att stavning inte bara ska återspegla uttal, utan även släktskap.
Historien visar emellertid att skriftspråket kan fungera normalt även utan samhörighetsprincipen. 1906 genomgick svenskans stavning en reform, varigenom den grafiska samhörigheten gick förlorad i ordpar som skrifva - skrift, glad - glädtig och hur(u) - hvar, men det är en eftergift åt uttalet som väl få numera finner störande.
Som argument mot en stavningsreform kan man dock även anföra samhörigheten med andra språk. Stjärna, som uttalas med sje-ljud i rikssvenskan, är besläktat med både tyskans Stern och danskans stjerne, av vilka inget uttalas med sje-ljud. Av samma skäl håller man fast vid stavningen med hj som i hjälpa, hjärta och hjälm, eftersom de hör samman med andra germanska språk; jämför engelska help, heart och helmet, som fortfarande har hörbart h.